# Збірна журналістів України з футболу
Збі́рна журналістів Украї́ни з футбо́лу — «ФК Медіа» — українське благодійне об'єднання представників засобів масової інформації. ФК «Медіа» заснувала у 2016 році шеф-редактор ІА «Центр новин» Ольга Витак. ФК «Медіа» бере участь у благодійних матчах і допомагає дітям-сиротам, інвалідам, дітям-переселенцям з тимчасово окупованих територій Східної України та Криму.

## Історія

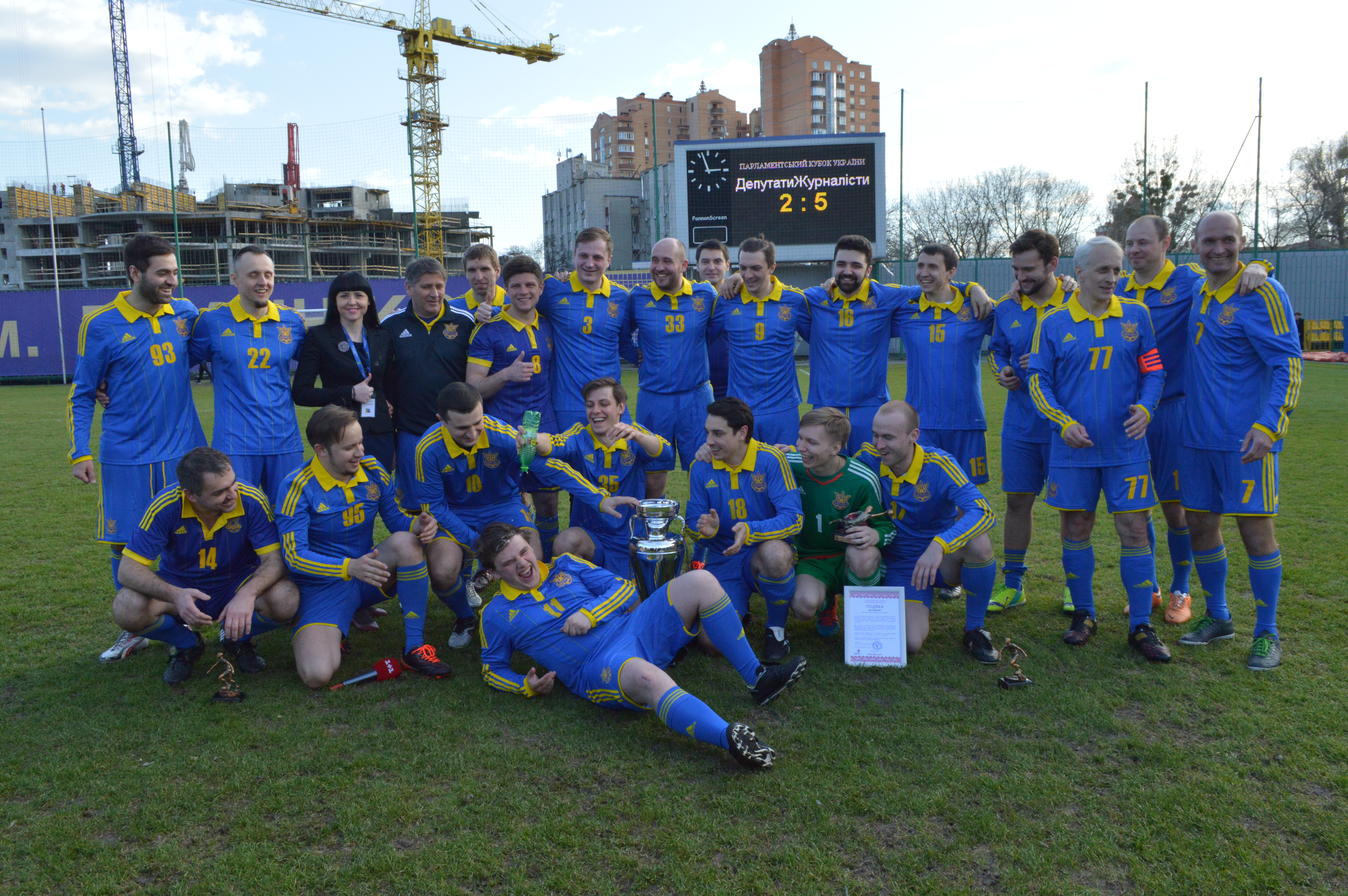
Парламентський Кубок — 2016

Вперше в історії України, в січні 2016 року, утворилась нова футбольна команда «Збірна журналістів України», яка складається з телеканалів: «Рада», «5 канал», «Україна», «Еспресо ТВ», «1+1», «Прямий», «Ictv», «Футбол 1,2», «Перший національний», «ЗІК», а також з інтернет-видань Українська правда, ІА Центр новин, яке є Генеральним медіа-спонсором команди.
Парламентський Кубок
Свій перший благодійний поєдинок футбольна команда «Збірна журналістів України» зіграла 3 квітня 2016 року на честь Всесвітнього дня інформування про аутизм у місті Києві із Збірною «Народних депутатів України». Завдяки цьому поєдинку вдалось зібрати понад 200 тисяч гривень для дітей, які страждають на аутизм. Спортивний захід було організовано Федерацією футболу України та ІА Центр новин. «Парламентський Кубок -2016» виграла Збірна журналістів України з футболу (5:2).
27 травня 2017 року на стадіоні «Локомотив» для допомоги дітям-переселенцям зі Сходу України відбувся другий благодійний матч «Парламентський кубок» між командами «Збірною народних депутатів» та «Збірною журналістів України». Завдяки цьому матчу були зібрані кошти на будівництво та встановлення дитячо-спортивного майданчика в смт. Комишуваха, Попаснянського р-ну, Луганської області. Журналісти перемогли депутатів з рахунком 6:4.
Команда журналістів ставала володарем «Парламентського кубку» в 2019 та 2020 роках.
Кубок Одеси
Другий благодійний футбольний матч «Кубок Одеси» відбувся 31 липня 2016 року між командами «Ветерани Чорноморця» і «Збірною журналістів України». Організаторами футбольного матчу виступили: Управління у справах сім'ї, молоді та спорту Одеської обласної державної адміністрації, ІА «Центр новин», Федерація футболу Одеської області. Завдяки спільним зусиллям вдалося зібрати кошти для надання благодійної допомоги Дитячо-юнацькій спортивній школі Березівського відділу освіти райдержадміністрації для закупівлі спортивного обладнання на суму 235 тис.грн. «Кубок Одеси — 2016» виграла по пенальті Збірна журналістів України з футболу (5:4).
З 2017 по 2019 роки, команда журналістів у товариських матчах зазнавала поразки від Ветеранів ФК «Чорноморець».
Кубок Незалежності

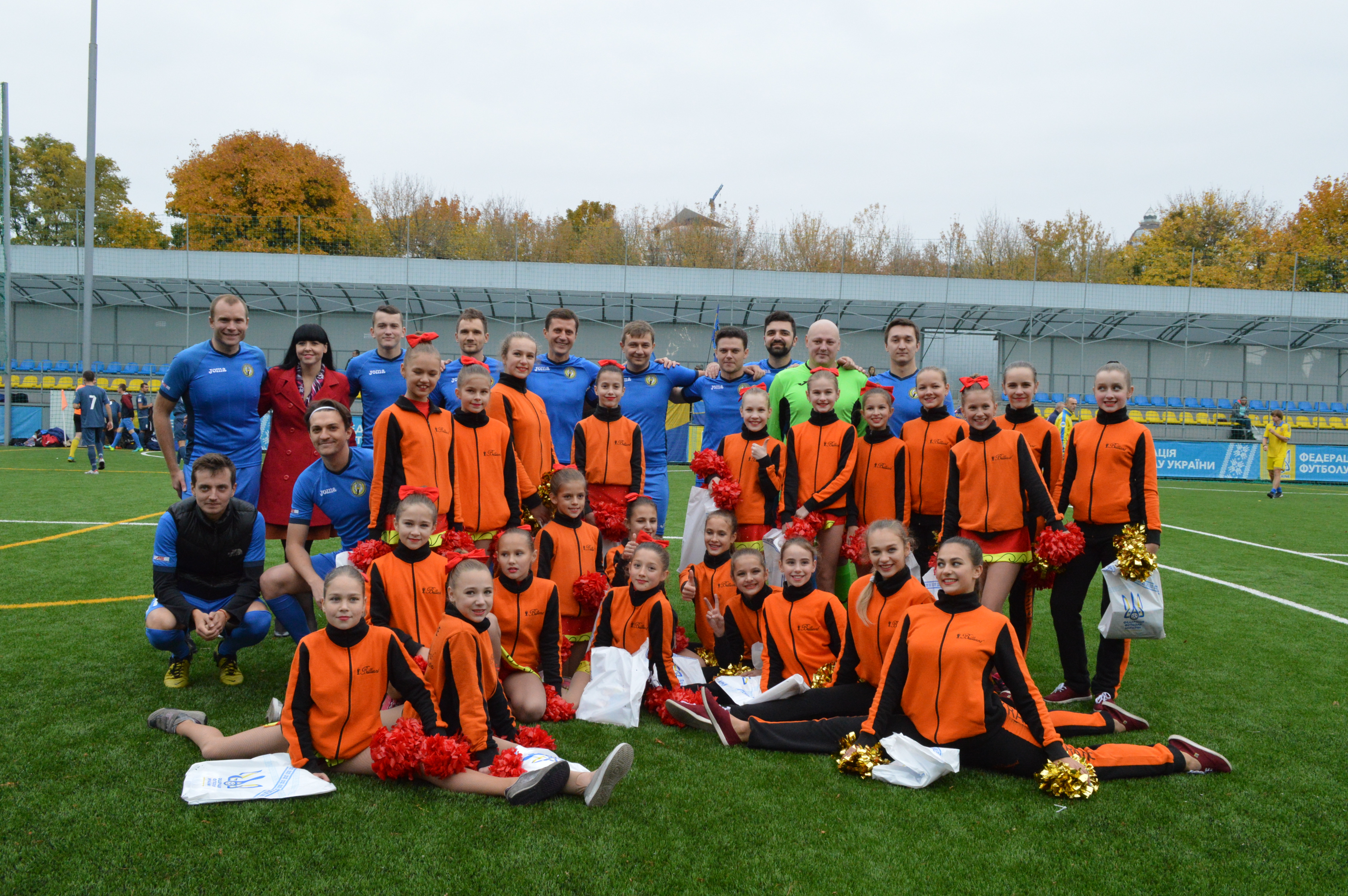
Кубок Незалежності — 2017 — ЗЖУ

З нагоди відзначення річниці Незалежності України в Києві на футбольних полях зі штучним покриттям НТК ім. В. Баннікова відбувається щорічний футбольний турнір «Кубок Незалежності». На турнірі 2017 року «Книгою рекордів України» було зареєстровано рекорд за найбільшу кількість учасників турніру, що одночасно грали в футбол. Збірна журналістів також ставала бронзовим призером турніру в 2017 році.
Кубок Захисника України
Перший благодійний футбольний турнір «Кубок Захисника України» відбувся 22 жовтня 2016 року на стадіоні «Локомотив» в місті Києві. У грі взяли участь команди: учасник «Кубка АТО» — Батальйон Кульчицького (на чолі з комбатами народними депутатами України Андрієм Антонищаком та Богданом Матківським) зіграла із «Збірною журналістів України» (ФК «Медіа»); команда Національної поліції зіграла зі Батальйоном Дніпро-1 (на чолі з комбатами народними депутатами Володимиром Парасюком та Юрієм Березою). На святі футболу були присутніми народні депутати та екс-керівник Національної поліції України Хатія Деконаїдзе. Організаторами футбольного матчу виступили: Федерація футболу України, Благодійний фонд «Розвиток футболу України» та ІА «Центр новин». Основна мета матчу — зібрання коштів для оснащення спортивного майданчика для дітей із зони АТО (селище Комишуваха, Попаснянського району, Луганської області). Збірна журналістів України з футболу отримала друге місце на «Кубку Захисника України — 2016».
20 жовтня 2017 року на штучних полях Київського НТК імені Віктора Баннікова стартував другий футбольний турнір «Кубок Захисника». Збірна журналістів зайняла третє місце серед 6 команд турніру.
7 грудня 2018 року у Києві з нагоди святкування Дня Збройних сил України відбувся благодійний турнір з футзалу «Кубок захисника»..
7 грудня 2019 року команда Збірної журналістів України стала володарем Кубка Захисника
16 жовтня 2020 року володарями «Кубку Захисника» стала Збірна Журналістів України, перемігши у фіналі команду Військового інституту телекомунікацій та інформатизації імені Героїв Крут
Футбольний турнір пам'яті Сергія Панасюка
28 листопада 2016 в Києві, в спорткомплексі «Меридіан» відбувся другий футбольний турнір пам'яті Сергія Панасюка, коментатора телеканалів «Футбол 1»/«Футбол 2». Організатори турніру — телеканали «Футбол 1»/«Футбол 2», Інформаційне агентство «Центр новин», Асоціація футзалу України. Учасники — команди каналів «Футбол 1»/«Футбол 2» і 2+2, ФК «МЕДІА» (Збірна журналістів України) і Збірна спортивних журналістів країни.
Збірна журналістів України з футболу отримала четверте місце на футбольному турнірі пам'яті Сергія Панасюка.
Футбольний турнір пам'яті Андрія Гусіна
13 грудня 2016 у манежі клубної бази «Динамо» в Кончі-Заспі відбувся турнір, присвячений пам'яті Андрія Гусіна. У ньому взяли участь чотири команди: Збірна ветеранів київського «Динамо», ветерани львівських «Карпат», ветерани збірної України та Збірна журналістів України з футболу. Збірна журналістів України з футболу отримала третє місце на футбольному турнірі пам'яті Андрія Гусіна.
Зимовий благодійний Кубок
23 грудня 2016 у футбольному залі НПУ ім. Драгоманова під патронатом Федерації футболу України відбувся благодійний футбольний турнір «Зимовий благодійний Кубок» — подаруй дітям-переселенцям свято. «Збірна народних депутатів», команди «Асоціація готелів України», «Департамент Патрульної поліції», «Збірна журналістів України». Організаторами футбольного турніру виступили: Федерація футболу України, Інформаційне агентство «Центр новин» та Благодійний фонд «Розвиток футболу України». Інформаційні партнери: ІА «Центр новин», генеральний радіопартнер «Авторадіо», телеканали: 5 канал, «News one». Медичний партнер благодійного турніру — клініка «Борис». Основна мета турніру — 50 дітей-переселенців отримали новорічні подарунки. Збірна журналістів України з футболу отримала друге місце на футбольному турнірі «Зимовий благодійний Кубок — 2016».

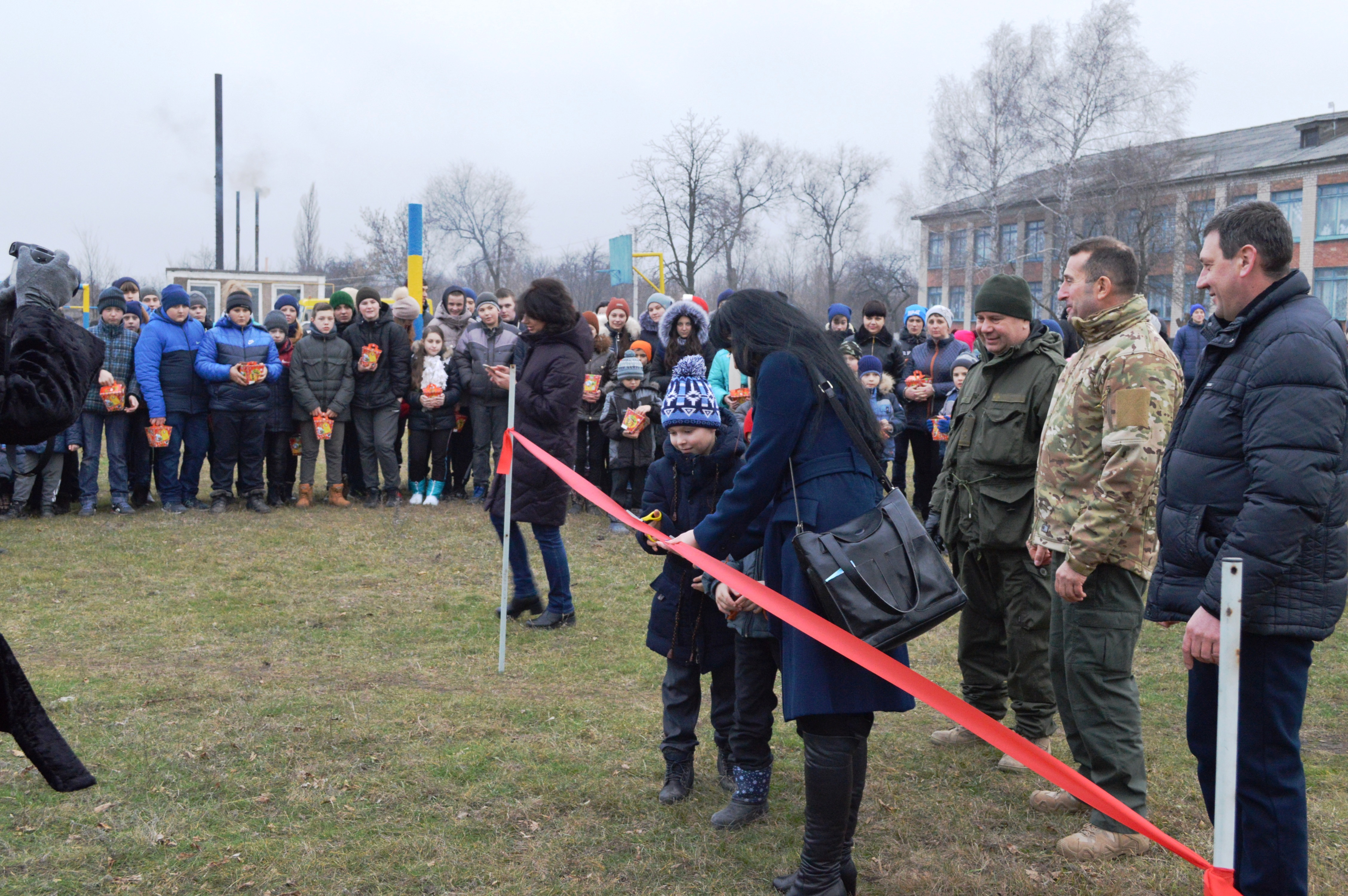
Комишуваха відкриття дитячого майданчика

14 грудня 2017 року в рамках благодійної акції «Подаруй свято дітям Східної України», Збірна журналістів в смт. Комишувасі, Попаснянського району, Луганської області, що за 10 кілометрів від лінії зіткнення, урочисто відкрила дитячо-спортивний майданчик. А також в м. Сєвєродонецьк зіграла товариський матч проти команди чиновників Луганської військово-цивільної адміністрації. Матч закінчився внічию (3:3).
17 грудня 2020 року у футбольному залі НПУ ім. Драгоманова відбувся шостий благодійний футбольний турнір «Зимовий благодійний Кубок» — подаруй дітям-переселенцям свято. Збірна журналістів подарувала дітям солодкі подарунки та футбольну форму.
Участь у інших змаганнях
«Кубок Львова» — це щорічний товариський футбольний матч серед команд Ветеранів ФК «Карпати» та Збірної журналістів України. Учасники матчу — легенди українського футболу та відомі журналісти та зірки телеканалів.
28 вересня 2019 року Збірна журналістів у матчі проти Ветеранів ФК «Карпати» завоювала Кубок Львова.
«Кубок Харкова» — це щорічний товариський футбольний матч серед команд Ветеранів ФК «Металіст» та Збірної журналістів України. Учасники матчу — легенди українського футболу та відомі журналісти та зірки телеканалів.
«Кубок Дніпра» — це щорічний товариський футбольний матч серед команд Ветеранів ФК «Дніпро» та Збірної журналістів України. Учасники матчу — легенди українського футболу та відомі журналісти та зірки телеканалів.
«Кубок Запоріжжя» — це щорічний товариський футбольний матч серед команд Ветеранів ФК «Металург» та Збірної журналістів України. Учасники матчу — легенди українського футболу та відомі журналісти та зірки телеканалів.
«Кубок легенд українського футболу» — це щорічний товариський футбольний матч серед команд Національної збірної серед ветеранів та Збірної журналістів України. Учасники матчу — легенди українського футболу та відомі журналісти та зірки телеканалів. 10 жовтня 2020 року на НТК ім. В. Баннікова відбувся товариський благодійний матч між командою зірок українського футболу та збірною журналістів України. Команда журналістів перемогла зірок українського футболу на чолі з Віктором Леоненком з рахунком 4:3.

## Відкриття футбольного поля
9 серпня 2018 року у Військовому інституті телекомунікацій та інформатизації ім. Героїв Крут Збірна журналістів України взяла участь у відкритті футбольного поля.

## Гравці
- № 9 Сергій Шкапа, телеканал 1+1[32]
- № 99 Тарас Миколаєнко, 5 канал
- № 95 Олександр Гапоненко, Спортарена
- № 16 Олександр Карапетян, ІА «Центр новин»
- № 44 Богдан Машай, ЗІК
- № 45 Сергій Ситник, Футбум
- № 9 Олексій Бєлік
- № 4 Андрій Столярчук, канал Футбол
- № 2 Василь Сафянюк, ICTV канал
- № 10 Дмитро Дєнков, Українська правда
- № 13 В'ячеслав Шевчук. Футбол 1
- № 17 Іван Узунов, Українська правда
- № 8 Віктор Вацко, Футбол 1
- №  72 Максим Корзун, Перший національний
- № 7 Ігор Циганик, 2+2
- № 77 Роман Лопатін, прес-служба ФК «Олімпік»
- № 5 Анатолій Анатоліч «Україна»
- № 35 Євгеній Левченко, блогер
- № 22 Юрій Чміль, «Україна 24»
- № 32 Леонід Францескевич, Одеса онлайн
- № 30 Сергій Ситник, Футбум
- № 18 Василь Пехньо, Шустер live
- № 23 Євгеній Перестенко, Перший національний
- № 38 Олег Ящук, Еспресо ТВ
- № 77 Тигран Мартиросян, «Україна 24»
- № 55 Олександр Кісткін, прес-служба УАФ
- № 29 Олександр Полуєв, 7 канал

Воротарі
- № 1 Рустам Худжамов, телеканал Футбол
- № 14 Ярослав Твардовський, Динамоманія
- № 11 Андрій Варчак, ІА «Центр новин»

## Тренери
- Сергій Ковалець (квітень — червень 2016) Ігри 2 (Перемоги 2)
- Анатолій Бузнік (листопад — грудень 2017—2018) — Ігри 2 (Поразки 2)
- Ольга Витак (квітень — липень 2018—2020) — Ігри 10 (Перемоги 5, Поразки, 3, Нічиї 2)
- Василь Кардаш (липень -2020) — Ігри 1 (Перемоги 1)
- Ольга Витак (з серпня 2020) — Ігри 3 (Перемоги 2, Поразки, 0, Нічиї 1)